# アンジェラ・メリチ
アンジェラ・メリチ（Angela Merici 1474年頃 - 1540年）は、カトリック教会の修道女、教育者、女子修道会・ウルスラ会の創立者。

## 生涯
アンジェラ・メリチは北イタリアの農家で生まれ、裕福な家庭であったといわれる。幼少の頃、隠遁者ニコラ・フォン・フーリエに憧れ隠遁生活を試み外出したが伯父によって連れ戻された。10歳の頃に両親、13歳の頃に姉が死去し彼女はフランシスコ会第三会に入会、一般社会で修道者のような生活を送った。
ある日、湖沿岸の町に住む子供の教育水準の低さに驚嘆し、彼らの教育について考え始め、同じ第三会会員の女性らを集めて計画を立てた。活動は農村から都会へと移したが戦争により混乱状態にあった。その中でメリチは和睦に力を注ぎ、敵対した貴族同士を和解させ、神聖ローマ帝国皇帝や各地の領主から大切に扱われたといわれる。
56歳のとき、自分の人生を振り返り自分が信仰教育を活動とする会を作ることが使命だと気づく。メリチは信仰教育を中心とする新しい形態の団体を設立し、その保護者としてケルンの殉教者の一人、聖ウルスラを選び、のちに「ウルスラ会」の由来となる。当時の女子修道会は観想生活が中心であり、外部への活動は革命的であった。最初は一般信者の会として発足し、メリチの死後、女子への一般教育を授ける修道会へと発展した。晩年は世間から聖人として慕われたが彼女は素朴な女性であった。1540年、死去。1808年、列聖。